# LTLファーマ
LTLファーマ株式会社（エルティエルファーマ）は東京都新宿区に本社を置く日本の製薬会社である。

## 概要
当社はユニゾン・キャピタル・グループによって設立された日本長期収載品機構株式会社（にほんちょうきしゅうさいひんきこう）の子会社として設立され、アステラス製薬から医療用医薬品の承継を受けて事業を開始した。
長期にわたって薬価収載され、多くの医療機関で処方されてきた先発医薬品の長期収載品に特化しており、同社では「ロングライフ医薬品」と呼称している。
その後、外資系の製薬会社から医療用医薬品が承継されたことで、取扱品目を拡大している。

## 沿革
- 2016年8月 - 会社設立。
- 2017年
  - 3月28日 - アステラス製薬との間で、同社が日本国内で製造販売している長期収載品16製品の譲受に関する契約を締結[1]。
  - 4月28日 - 契約に定められた条件が満たされたことにより、資産売買が成立[2]。
  - 10月1日 - アステラス製薬から3製品の国内製造販売承認を承継し、事業を開始[3]。
- 2018年
  - 4月1日 - アステラス製薬から4製品の国内製造販売承認を承継[4]
  - 10月1日 - アステラス製薬から6製品の国内製造販売承認を承継[4]。
- 2019年
  - 4月1日 - アステラス製薬から3製品の国内製造販売承認を承継[5]。これにより、契約を締結した16製品の譲受をすべて完了。
  - 7月1日 - バイエル薬品から外用合成副腎皮質ホルモン剤「ネリゾナ」と痔疾用剤「ネリプロクト」の販売権を譲り受ける[6]（同年11月1日付で製造販売承認をレオファーマへ承継）。
- 2020年
  - 8月4日 - サノフィとの間で、同社が販売するアレルギー性疾患治療剤「ディレグラ配合錠」の製造販売承認の譲受に関する契約を締結[7]。
  - 9月1日 - 日医工との間で「ディレグラ配合錠」のオーソライズドジェネリックに関する許諾契約を締結。
  - 12月 - サノフィから「ディレグラ配合錠」の国内製造販売承認を承継。
- 2023年
  - 3月31日 - 製造販売中止に伴い、痔疾用薬「ネリプロクト」の販売を終了。
  - 12月26日 - 原薬製造元での原薬製造中止による製造中止と流通在庫の消尽に伴い、マクロライド系抗生物質製剤「ジョサマイ」「ジョサマイシン」の出荷を終了。
- 2024年
  - 7月1日 - 外用合成副腎皮質ホルモン剤「ネリゾナ」の販売を製造販売元のレオファーマへ移管。
  - 10月1日 - 中外製薬から二次性副甲状腺機能亢進症治療剤「オキサロール注」の製造販売承認を承継。
- 2025年
  - 1月31日 - 中外製薬から「オキサロール注」の販売移管を受ける。